# Big Bad Voodoo Daddy
Big Bad Voodoo Daddy je současná americká swingová kapela založená v roce 1989 v Kalifornském městě Ventura. Mezi její nejznámější singly patří "Go Daddy-O", "You & Me & the Bottle Makes 3 Tonight (Baby)", a "Mr. Pinstripe Suit". V roce 1999 hrála kapela v poločase 33. ročníku Super Bowl.

## Členové
- Scotty Morris (frontman a kytara)
- Kurt Sodergren (bicí a perkusy)
- Dirk Shumaker (kontrabas a zpěv)
- Andy Rowley (barytonový saxofon a zpěv)
- Glen Marhevka (trumpeta)
- Karl Hunter (saxofon a klarinet)
- Joshua Levy (piano, kapelník)
- Tony Bonsera (trumpeta)
- Alex "Crazy Legs" Henderson (trombon)

## Diskografie
- Big Bad Voodoo Daddy (Big Bad Records, 1994)
- Watchu' Want for Christmas? (Big Bad Records 1997)
- Americana Deluxe (Interscope Records 1998)
- You & Me & the Bottle Makes 3 Tonight (Baby) CD Singl (Interscope Records 1999)
- This Beautiful Life (Interscope Records 1999)
- Save My Soul (Vanguard Records 2003)
- BBVD Live (2004)
- Everything You Want for Christmas (2004)
- How Big Can You Get? (21. duben 2009)
- Rattle Them Bones (2012)